# Faith Prince
Faith Prince (Augusta, 6 agosto 1957) è un'attrice e cantante statunitense, attiva in campo teatrale, cinematografico e televisivo.

## Biografia
Nel 1992 ha vinto il Tony Award alla miglior attrice protagonista in un musical per Guys and Dolls e nel corso degli anni è apparsa in numerosi musical a Broadway e negli Stati Uniti, tra cui: The King and I (Broadway, 1996), James Joyce's The Dead (Broadway, Washington, 2000), A Man of No Importance (New York, 2002), Billy Elliot the Musical (US Tour, 2009), La Sirenetta (Broadway, 2009) e Sweeney Todd: The Demon Barber of Fleet Street (Orlando, 2009), ottenendo altre tre nomination al Tony Award alla miglior attrice protagonista in un musical (nel 1989, 2001 e 2008).
Ha recitato anche in numerosi film, tra cui L'ultimo drago (1985), Dave - Presidente per un giorno (1993) e Ma dov'è andata la mia bambina? (1994). È apparsa anche in numerose serie televisive, tra cui Drop Dead Diva Frasier e Galavant.
Dopo 5 anni di fidanzamento, ha sposato nel 1986 il trombettista Larry Lunetta da cui ha avuto un figlio, Henry, nato nel 1995.

## Filmografia parziale

### Cinema
- L'ultimo drago (The Last Dragon), regia di Michael Schultz (1985)
- Dave - Presidente per un giorno (Dave), regia di Ivan Reitman (1993)
- Ma dov'è andata la mia bambina? (My Father the Hero), regia di Steve Miner (1994)
- Romantici equivoci (Picture Perfect), regia di Glenn Gordon Caron (1997)

### Televisione
- Frasier - serie TV, 1 episodio (1996) - voce
- A Natale tutto è possibile (A Season for Miracles), regia di Michael Pressman – film TV (1999)
- Sabrina, vita da strega (Sabrina, the Teenage Witch) - serie TV, 2 episodi (2003)
- Dr. House - Medical Division (House, M.D.) - serie TV, episodio 1x03 (2004)
- Detective Monk (Monk) – serie TV, episodio 3x12 (2005)
- Grey's Anatomy – serie TV, episodio 3x05 (2006)
- Drop Dead Diva - serie TV, 6 episodi (2009-2013)
- Galavant - serie TV, 1 episodio (2015)
- Modern Family - serie TV, 2 episodi (2017)
- Monarch - La musica è un affare di famiglia (Monarch) – serie TV, 6 episodi (2022)

## Teatro (parziale)
- Mame, Heinz Hall di Pittsburgh (1981)
- Carousel, Theatre by the Sea di Portsmouth (1982)
- La piccola bottega degli orrori, Orpheum Theatre dell'Off Broadway (1982)
- Carousel, Kennedy Center di Washington (1986)
- Jerome Robbins' Broadway, Imperial Theatre di Broadway (1989)
- Falsettos, Lucille Lortell Theatre dell'Off Broadway (1991)
- Guys and Dolls, Al Hirschfeld Theatre di Broadway (1992)
- Fiorello!, New York City Center di New York (1994)
- The King and I, Neil Simon Theatre di Broadway (1997)
- James Joyce's The Dead, Belasco Theatre di Broadway (2000)
- Carousel, Hollywood Bowl di Los Angeles (2000)
- Rumori fuori scena, Brooks Atkinson Theatre di Broadway (2002)
- A Man of No Importance, Lincoln Center dell'Off Broadway (2002)
- Kismet, London Coliseum di Londra (2007)
- The Little Mermaid, Lunt-Fontanne Theatre di Broadway (2009)
- Sweeney Todd, Bob Carr Performing Arts Centre di Orlando (2009)
- Billy Elliot the Musical, tour statunitense (2010)
- Annie, Palace Theatre di Broadway (2012)
- Wonderful Town, Los Angeles Opera (2016)

## Riconoscimenti
- Tony Award
  - 1989 – Candidatura per la miglior attrice non protagonista in un musical per Jerome Robbins' Broadway
  - 1992 – Miglior attrice protagonista in un musical per Guys and Dolls
  - 2001 – Candidatura per la miglior attrice protagonista in un musical per Bells Are Ringing
  - 2008 – Candidatura per la miglior attrice protagonista in un musical per A Catered Affair
- Drama Desk Award
  - 1989 – Candidatura per la miglior attrice non protagonista in un musical per Jerome Robbins' Broadway
  - 1992 – Miglior attrice protagonista in un musical per Guys and Dolls
  - 2001 – Candidatura per la miglior attrice protagonista in un musical per Bells Are Ringing
  - 2008 – Candidatura per la miglior attrice protagonista in un musical per A Catered Affair
- Outer Critics Circle Award
  - 1992 – Miglior attrice protagonista in un musical per Guys and Dolls e Nick & Norda
  - 2001 – Candidatura per la miglior attrice protagonista in un musical per Bells Are Ringing
  - 2008 – Candidatura per la miglior attrice protagonista in un musical per A Catered Affair

## Doppiatrici italiane
Nelle versioni in italiano delle opere in cui ha recitato, Faith Prince è stata doppiata da:
- Lorenza Biella in Detective Monk, Drop Dead Diva, CSI - Scena del crimine
- Melina Martello in Ma dov'è andata la mia bambina?
- Antonella Alessandro in Grey's Anatomy
- Antonella Giannini in Chicago Justice